# Formatie van de Bonne
De Formatie van de Bonne (afkorting: BON) is een geologische formatie uit het Carboon in de Belgische ondergrond. Deze formatie bestaat voornamelijk uit kalksteenlagen.
De Formatie van de Bonne komt voor in het Carboon van de bekkens van Dinant en Namen. Ze is genoemd naar de Bonne, een zijbeek van de Hoyoux.

## Lithologie
De Formatie van de Bonne kan in twee leden worden ingedeeld: het Lid van Thon-Samson (onder) en het Lid van Poilvache (boven). Het Lid van Thon-Samson begint aan de basis met bioklastische kalksteen met vuursteenknollen. Daarop volgt een pakket van cyclisch herhalende, fijngelaagde kalksteen met algenmatten (stromatolieten) en dunne kleilaagjes. 
Het Lid van Poilvache bestaat uit enkele decimeters dikke lichtgrijze kalksteenbanken. Op sommige niveaus komen opnieuw algenmatten voor, met name in het middelste deel. In het bovenste deel kan de kalksteen soms in breccie veranderd zijn en komen zwarte vuursteenknollen voor.

## Stratigrafische relaties
De Formatie van de Bonne is onderdeel van het Warnantiaan, de bovenste subetage van het Viséaan in België. Ze kan van basis tot top ongeveer 90 meter meten. Vrijwel overal in haar verspreidingsgebied bevindt ze zich stratigrafisch boven op de Formatie van Lives (Onder-Liviaan). Boven op de Formatie van de Bonne bevindt zich de Formatie van Anhée.
De Formatie van de Bonne en de Formatie van Anhée vormen samen de Groep van de Hoyoux.